# هنري جنكينز
هنري جنكينز الثالث (بالإنجليزية: Henry Jenkins) (من مواليد 4 يونيو 1958) هو باحث إعلامي أمريكي وأستاذ مساعد في الاتصالات، والصحافة، والفنون السينمائية، وأستاذ مشترك في كلية أنينبرغ للتواصل والصحافة وكلية الفنون السينمائية في جامعة جنوب كاليفورنيا. لديه أيضًا منصب مشترك في هيئة التدريس في كلية روسيير للتعليم في جامعة جنوب كاليفورنيا. سابقًا، كان جنكينز أستاذًا بدرجة بيتر دي فلوريس للعلوم الإنسانية، وكذلك المؤسس المشارك والمدير المشارك (مع ويليام إريكيو) لبرنامج دراسات الإعلام المقارن في معهد ماساتشوستس للتكنولوجيا. عمل أيضًا في المجلس الاستشاري التقني في زيني ماكس ميديا، الشركة الأم لنشر ألعاب الفيديو بيثيسدا سوفت ووركس. في عام 2013 عُين في المجلس الذي يختار الفائزين بجائزة بيبودي المرموقة.
ألف جنكينز واشترك في تأليف أكثر من اثني عشر كتابًا من بينها كتاب بأي وسيلة إعلامية ضرورية: نشاط الشباب الجديد عام 2016، ووسائل الإعلام المنتشرة: خلق القيمة والمعنى في الثقافة الشبكية عام 2013، وثقافة التقارب: حيث تتصادم وسائل الإعلام القديمة والجديدة عام 2006، مقتنصو النصوص: معجبي التلفزيون والثقافة التشاركية عام 1992، وما الذي جعل الفستق من المكسرات؟ كوميديا الصوت المبكر وجمالية الفودفيل عام 1989.
بعيدًا عن وطنه الولايات المتحدة والعالم الأوسع الناطق باللغة الإنجليزية، كان تأثير عمل جنكينز (خاصة رواية القصص عبر الترانسميديا، وأعمال الثقافة التشاركية) ملحوظًا على أكاديميي وسائل الإعلام والممارسين، على سبيل المثال: في جميع أنحاء أوروبا وأيضًا في البرازيل والهند.

## المجالات البحثية
غطى عمل جنكينز الأكاديمي مجموعة متنوعة من المجالات البحثية، والتي يمكن تصنيفها على النحو التالي:

### الإعلام المقارن
ركزت منحة جنكينز لدراسات الإعلام على عدة أشكال محددة من وسائل الإعلام -مسرح فودفيل، والسينما الشعبية، والتليفزيون، والقصص المصورة، وألعاب الفيديو- بالإضافة إلى الأنماط الجمالية والاستراتيجية، والترانسميديا، التي هي إطار لتصميم وتوصيل القصص عبر العديد من أشكال وسائل الإعلام المختلفة. عمومًا، تركزَ اهتمام جنكينز في وسائل الإعلام على أشكال الثقافة الشعبية. في عام 1999 أسس جنكينز برنامج الماجستير في الدراسات الإعلامية المقارنة في معهد ماساتشوستس للتكنولوجيا كمقرر تعليمي للعلوم الإنسانية التطبيقية، والمتعددة التخصصات والتي تهدف إلى «دمج دراسة وسائل الإعلام المعاصرة (الأفلام، والتلفزيون، والأنظمة الرقمية) مع الفهم التاريخي الواسع للأشكال القديمة للتعبير البشري.... ويهدف أيضًا إلى تجميع مقارن يستجيب لثقافة الإعلام الناشئة المميزة للقرن الحادي والعشرين». يمكن العثور على نفس الأخلاقيات في بحث جنكينز عبر مختلف أشكال وسائل الإعلام.

#### فودفيل والسينما الشعبية
كان اهتمام جنكينز بمسرح فودفيل والسينما الشعبية محورًا مبكرًا لمهنته البحثية، بحثت أطروحته الدكتوراه في جامعة ويسكونسن كيف أثرت العروض الكوميدية لفودفيل الأمريكية على الكوميديا في الأفلام الناطقة في ثلاثينيات القرن العشرين، مثل أفلام الإخوة ماركس، ودبليو سي. فيلدز، وإيدي كانتور. أصبحت الأطروحة أساس كتابه عام 1992 بعنوان ما الذي جعل الفستق من المكسرات؟ كوميديا الصوت المبكر وجمالية الفودفيل. كانت الحجة الرئيسية لبحث جنكينز هنا هي أن فودفيل ركزت بشدة على الأداء المبتكر والتأثير العاطفي الذي يتناقض بشدة مع تركيز سينما هوليوود الكلاسيكية على تحفيز الشخصية ورواية القصص. استلهم جنكينز نهجه جزئيًا من المعلقين الثقافيين الذين اعتقدوا أن السينما الأولية تلقت معاملة غير عادلة من المعلقين المتشككين في عصرها لأنها كانت وسيلة ثقافية شعبية جديدة صاعدة. تأثر أيضًا بباحثي جماليات الأفلام مثل ديفيد بوردويل. ساعد هذا النهج لاحقًا في تشكيل تقدير جنكينز العلمي لألعاب الفيديو باعتبارها ثقافة شعبية أخرى صاعدة وسط جذب الكثير من النقد.

#### دراسات القصص المصورة
جنكينز، الذي طالما كان من المعجبين بالقصص المصورة، هو أيضًا باحث في الوسط واستمر في هذا الموضوع كواحد من الموضوعات الرئيسية لكتابته الأكاديمية ونقاشاته. يتراوح اهتمام جنكينز في القصص المصورة من قصص الأبطال الخارقين إلى القصص المصورة البديلة. تشمل منشوراته الأكاديمية أعمالًا عن القصص المصورة من تأليف براين مايكل بنديس، وديفيد دبليو. ماك، وآرت سبيغلمان، وباسل ولفرتون، ودين موتير وغيرهم. في ديسمبر 2015 أبلغت مايكروسوفت للأبحاث مجموعة الإعلام الاجتماعي في نيو إنجلاند (حيث كان جنكينز باحثًا زائرًا في ذلك الوقت)، أن جنكينز يعمل على كتاب جديد يركز على القصص المصورة.

## وصلات خارجية
- الموقع الرسمي
- هنري جنكينز على موقع IMDb (الإنجليزية)
- هنري جنكينز على موقع ديسكوغز (الإنجليزية)
- هنري جنكينز على موقع قاعدة بيانات الفيلم (الإنجليزية)